# Kirill Szemjonovics Moszkalenko
Kirill Szemjonovics Moszkalenko (oroszul: Кири́лл Семёнович Москале́нко) (Grisino, Orosz Birodalom, 1902. május 11. – Moszkva, Szovjetunió, 1985. június 17.) a Szovjetunió marsallja, a Szovjetunió Hőse (1943. október 23., 1978. február 21.).

## Ifjúkora
Grisino faluban született, a mai Ukrajna területén, Donyeck közelében. Apja elszegényedett kisparaszt volt, aki korán, 1911-ben meghalt. Az ekkor 9 éves Kirill lett a család feje. Folytatta a tanulást és kitüntetéssel végezte el az iskoláit. 1917-ben a jamai mezőgazdasági iskolában kezdett tanulni. 1920-ban a Komszomol tagja lett, kevéssel utána belépett a Vörös Hadseregbe. Az 1. lovashadseregben szolgált és 1921 februárjában a harkovi 5. tüzériskolába küldték. 1922-ben kitüntetéssel végezte el a vizsgákat. A polgárháborúban utolsó frontszolgálata Dzsentemirov atamán alakulatainak megsemmisítése volt az Észak-Kaukázusban.
1923-ban az SZK(b)P tagjelöltje, 1926-ban tagja lett. 1924-ben ütegparancsnokká léptették elő. 1927-ben parancsnoki továbbképző tanfolyamra kezdett járni Gyetszkoje Szelóban. 1930-ban egy ezred törzsfőnöke lett. 1932-ben ezredtörzsfőnöki beosztásban az 1. (Távol-Keleti) Vörös Zászló Hadsereg 1. különleges lovashadosztályához helyezték át. 1934-ben ezredparancsnok lett. 1935-ben dandárparancsnoki beosztásba került a 23. harckocsidandár élére, 1936 őszén a Kijevi Katonai Körzet 45. gépesített hadtestéhez nevezték ki. 1938-ban elvégezte a leningrádi Dzerzsinszkij Katonai Akadémián a magasabbparancsnokok számára indított kurzust. Ezután az 51. perekopi hadosztály tüzérfőnökeként szolgált az Odesszai Katonai Körzetben és a szovjet-finn háborúban, a 25. lövészhadtestnél Kisinyovban és a 2. gépesített hadtestnél Tiraspolban. 1940-ben vezérőrnaggyá léptették elő.

## Szerepe a második világháborúban
A Barbarossa hadművelet idején egy dandár parancsnoka volt. 1941 júniusa és 1942 márciusa között a 15. lövészhadtest, a 13. hadsereg lovas-gépesített csoportja, a 6. lovashadtest parancsnoka, valamint a 6. hadsereg helyettes (időnként megbízott) parancsnoka volt.
1942 márciusától júliusig az újjászervezett 38. hadsereg élén állt, részt vett Tyimosenko elsietett harkovi offenzívájában. Miután a németek bekerítették a Délnyugati Front 6. hadseregét (Gorodnyanszkij) és a Déli Front 57. hadseregét (Podlasz), a 6. hadsereg jobbszárnyán tevékenykedő 38. hadsereg több sikertelen kísérlet után képes volt nagyjából egy kilométer széles szakaszon áttörni a bekerítést, lehetővé téve néhány ezer katona megmenekülését (a németek végül 240 000 foglyot ejtettek, mindkét hadseregparancsnok az elesettek között volt).
A 38. hadsereg júniusban erősen viharvert állapotban vonult vissza Sztálingrád irányába, de még mielőtt elkezdődtek volna a városban a harcok, Moszkalenkót más hadseregek élére nevezték ki: előbb – igaz, ugyanebben a szektorban – az 1. harckocsihadsereg parancsnoka lett (1942. július – augusztus), majd az 1. gárdahadseregé (augusztus – október), mielőtt a Voronyezsi Front 40. hadseregénél váltotta volna Popovot. 1943 októberéig volt a 40. hadsereg parancsnoka. Előbb 1943 januárjában részt vett a Voronyezsi Front offenzívájában, amelynek során Harkovot és Belgorodot is bevették, bár a németek március elején ellencsapást mértek és mindkét várost visszafoglalták. (A helyzet kialakulásáért Zsukov marsall bizonyos mértékig Moszkalenkót is felelősnek tartotta.) A kurszki csatában nyújtott teljesítménye elismeréseként szeptember 19-én vezérezredessé léptették elő, október 23-án pedig megkapta a magas presztízsű Szovjetunió Hőse kitüntetést.
Októbertől a háború végéig ismét a 38. hadsereg (1. Ukrán Front) parancsnoka volt. 1943 novemberében részt vett Kijev felszabadításában. Vatutyin december 24-én indított zsitomir-bergyicsevi offenzívájában fontos szerepet játszott, január 5-én felszabadította Bergyicsevet, a vasúti csomópontot. Zsukov (aki Vatutyin halála miatt átvette a parancsnokságot) március elején indított újabb offenzívája során március 20-án alakulatai felszabadították Zsmerinkát és Vinnyicát, áprilisra pedig kijutottak a Szeretig, ahol azonban három hónapra elakadtak. Az év során még részt vettek a lvov-sandomierzi hadműveletben, majd november 30-án a hadsereget a főhadiszállás átadta a 4. Ukrán Frontnak (Petrov). 1945-ben a hadsereg Csehszlovákiában tört előre, a parancsnokot utóbb kitüntették a Csehszlovákia Hőse érdemrenddel.
Világháborús teljesítményét felettesei többnyire kedvezően ítélték meg: Sztálinnak küldött jelentéseikben rendre kiemelték, hogy nagy felkészültséget tapasztaltak a hadseregénél, amely általában élen járt a parancsnok végrehajtása során. Egyike volt azoknak a kiváló képességű hadseregparancsnokoknak, akiket elkerült a hírnév és a nagy előléptetések, de viszonylagos ismeretlenségük ellenére fontos szerepük volt a háború megnyerésében.

## A háború után
1945 után a Moszkvai Légvédelmi Körzet parancsnoka volt, 1953-ban a Moszkvai Katonai Körzet parancsnokává nevezték ki.
1953 júliusában Hruscsov bevonta a Berija elleni összeesküvésbe (amelyben a tábornokok közül rajta kívül csak Zsukovnak jutott fontos szerep). Mivel a szovjet kormányt aggasztotta a marsall népszerűsége, nem vihetett magával fegyvert a Kremlbe, így Moszkalenko juttatta be a pisztolyt az épületbe, amellyel felfegyverkezve Zsukov július 26-án a PB Irodájának ülésén letartóztatta Beriját. A következő hat hónapban részt vett a „Berija-ügy” kivizsgálásában. Decemberben tagja volt a bíróságnak, amely öt napig tartó ülésezés után bűnösnek mondta ki Beriját, akit 23-án agyonlőttek.
Az összeesküvésben való részvételért 1953. augusztus 3-án hadseregtábornokká, majd 1955. március 11-én öt másik parancsnok mellett a Szovjetunió marsalljává léptették elő. 1960-ig a Moszkvai Katonai Körzet parancsnoka maradt, amikor a Hadászati Rakétacsapatok főparancsnokává nevezték ki. 1962-ben Birjuzov került a helyére. 1978. február 21-én a Szovjetunió kétszeres Hőse lett.
1985. június 17-én hunyt el. A Novogyevicsi kolostor temetőjében temették el.

## Magyarul
- A délnyugati irányban, 1-2.; ford. Nyirő József; Zrínyi, Bp., 1982

## Külső hivatkozások
- Moszkalenko a hrono.ru oldalon
- Moszkalenko életrajza a peoples.ru oldalon
- Moszkalenko a warheroes.ru oldalon